# Cantonul Saint-Étienne-Nord-Est-2
Cantonul Saint-Étienne-Nord-Est-2 este un canton din arondismentul Saint-Étienne, departamentul Loire, regiunea Rhône-Alpes, Franța.

## Comune
- Saint-Étienne (parțial, reședință)
- Saint-Jean-Bonnefonds
- Saint-Priest-en-Jarez